# (1909) Alekhin
(1909) Alekhin es un asteroide que forma parte del cinturón de asteroides y fue descubierto por Liudmila Vasílievna Zhuravliova desde el Observatorio Astrofísico de Crimea, Naúchni, el 4 de septiembre de 1972.

## Designación y nombre
Alekhin recibió inicialmente la designación de 1972 RW2.
Más adelante, fue nombrado en honor del ajedrecista ruso Alexander Alekhine (1892-1946).

## Características orbitales
Alekhin está situado a una distancia media de 2,422 ua del Sol, pudiendo acercarse hasta 1,875 ua. Tiene una inclinación orbital de 1,795° y una excentricidad de 0,2259. Emplea en completar una órbita alrededor del Sol 1377 días.